# Northrop Frye
Herman Northrop Frye, född 14 juli 1912 i Sherbrooke, Québec, död 23 januari 1991 i Toronto, Ontario, var en kanadensisk litteraturvetare och kritiker. 
Frye var professor i engelska vid Victoria College vid Torontos universitet från 1939. Under sin livstid utgav han en rad inflytelserika litteraturvetenskapliga verk, bland annat Fearful Symmetry (1947) som ledde till en omvärdering av William Blakes diktning, och Anatomy of Criticism (1957), där han framlägger sin syn på litteraturen som utgörande ett autonomt system som måste studeras med ett särskilt tillvägagångssätt. Fryes verk har haft inflytande på flera olika inriktningar inom modern litteraturteori.